# یو-۵۷۱ (فیلم)
یو-۵۷۱ (به انگلیسی: U-571) یک فیلم زیردریایی به کارگردانی جاناتان موستو است که در سال ۲۰۰۰ منتشر شد. موضوع این فیلم ضدفاشیستی، زیردریایی یو-۵۷۱ متعلق به آلمان نازی در جنگ جهانی دوم است.
این فیلم از نظر مالی موفق بود و منتقدان از آن استقبال خوبی کردند، و برنده جایزه اسکار بهترین تدوین صدا شد، طرح مورد انتقادهای قابل توجهی قرار گرفت.  
این زیردریایی در ۲۸ ژانویهٔ ۱۹۴۴ در غرب کشور ایرلند غرق شد و همهٔ ۵۲ سرنشین آن کشته شدند.

## داستان
در مورد گروهی از سربازان امریکایی است که برای بدست آوردن یک ماشین رمزنگاری وارد یک زیردریایی آلمانی می‌شوند.

## بازیگران
- متیو مک‌کانهی ... ستوان اندرو تایلر
- بیل پاکستون ... ستوان فرمانده مایک دالگرن
- هاروی کایتل ... هانری کلاف، همسر توپچی ارشد
- جان بون جووی ... میت توپچی ارشد هنری کلاف
- دیوید کیت ... سرگرد متیو کونان
- جیک وبر ... ستوان مایکل هیرش
- ماتیو ستل
- اریک پالادینو
- اریش ردمن
- ویل اِستِـس